# Ned Vaughn
Ned Vaughn (Huntsville, 20 novembre 1964) è un attore statunitense.

## Biografia
Sua madre, Helen, è un'artista. Ha partecipato a numerosi film e a numerosissime serie televisive. Ha anche avuto brevi ruoli da protagonista in alcuni film TV. È attivo anche nel campo politico, come esponente del partito repubblicano. È sposato con la moglie Adelaide dal 1997 ed ha avuto cinque figli.

## Filmografia

### Cinema
- Il salvataggio (The Rescue), regia di Ferdinand Fairfax (1988)
- Caccia a Ottobre Rosso (The Hunt for Red October), regia di John McTiernan (1990)
- Wind - Più forte del vento (Wind), regia di Carroll Ballard (1992)
- Apollo 13, regia di Ron Howard (1995)
- Legame mortale (The Tie that Binds), regia di Wesley Strick (1995)
- Il coraggio della verità (Courage Under Fire), regia di Edward Zwick (1996)
- Life, regia di Ted Demme  (1999)
- The Climb, regia di John Schmidt (2002)
- The Inner Circle, regia di Goran Gajic (2005)
- Hallowed Ground, regia di David Benullo (2007)
- Frost/Nixon - Il duello (Frost/Nixon), regia di Ron Howard (2008)
- Migliori nemici (The Best of Enemies), regia di Robin Bissell (2019)

### Televisione
- 21 Jump Street – serie TV, episodio 2x07 (1987)
- Goodbye, Miss 4th of July – film TV (1988)
- Infermiere a Los Angeles (Nightingales) – serie TV, episodio 1x11 (1989)
- La vera storia di Billy the Kid (Gore Vidal's Billy the Kid) – film TV (1989)
- Chips, The War Dog – film TV (1990)
- China Beach – serie TV, 14 episodi (1988-1991)
- Una famiglia come le altre (Life Goes On) – serie TV, episodi 4x01-4x02-4x05 (1992)
- Star Trek: The Next Generation – serie TV, episodio 6x15 (1993)
- Walker Texas Ranger (Walker, Texas Ranger) – serie TV, episodio 2x01 (1993)
- Vittima di un tradimento (Betrayed by Love) – film TV (1994)
- La legge non è uguale per tutti (Texas Justice) – film TV (1995)
- La famiglia Brock (Picket Fences) – serie TV, episodio 4x05 (1995)
- Murder One – serie TV, 14 episodi (1995-1996)
- Nella notte... un grido (NightScream) – film TV (1997)
- Il tocco di un angelo (Touched by an Angel) – serie TV, episodio 5x26 (1999)
- The Beach Boys: An American Family – miniserie TV (2000)
- NYPD - New York Police Department (NYPD Blue) – serie TV, episodio 8x09 (2001)
- Nash Bridges – serie TV, episodio 6x20 (2001)
- In tribunale con Lynn (Family Law) – serie TV, episodio 3x19 (2002)
- Strepitose Parkers (The Parkers) – serie TV, episodio 4x24 (2003)
- JAG - Avvocati in divisa (JAG) – serie TV, 4 episodi (1996-2004)
- Crossing Jordan – serie TV, episodio 4x11 (2005)
- 24 – serie TV, 4 episodi (2005)
- The Inside – serie TV, episodio 1x06 (2005)
- E-Ring – serie TV, episodio 1x01 (2005)
- Senza traccia (Without a Trace) – serie TV, episodio 4x01 (2005)
- Walker Texas Ranger - Processo infuocato (Walker, Texas Ranger: Trial By Fire) – film TV (2005)
- Criminal Minds – serie TV, episodio 1x12 (2006)
- Commander in Chief – serie TV, 7 episodi (2005-2006)
- Shark - Giustizia a tutti i costi (Shark) – serie TV, episodio 1x07 (2006)
- The Unit – serie TV, episodio 2x15 (2007)
- The Riches – serie TV, episodio 1x04 (2007)
- Cold Case - Delitti irrisolti (Cold Case) – serie TV, episodio 4x23 (2007)
- Standoff – serie TV, episodio 1x16 (2007)
- Cane – serie TV, 7 episodi (2007)
- NCIS - Unità anticrimine (NCIS) – serie TV, episodio 5x12 (2008)
- Brothers & Sisters - Segreti di famiglia (Brothers & Sisters) – serie TV, episodio 3x05 (2008)
- Boston Legal – serie TV, episodio 5x07 (2008)
- Heroes – serie TV, episodio 3x22 (2009)
- Mad Men – serie TV, episodio 3x08 (2009)
- Desperate Housewives – serie TV, episodio 6x08 (2009)
- Bones – serie TV, episodio 5x22 (2010)
- The Mentalist – serie TV, episodio 3x01 (2010)
- Outlaw – serie TV, episodio 1x06 (2010)
- NCIS: Los Angeles – serie TV, episodio 2x12 (2010)
- Harry's Law – serie TV, episodio 1x07 (2011)
- The Event – serie TV, episodi 1x18-1x20-1x21 (2011)
- Rock The House – film TV (2011)
- The Newsroom – serie TV, episodio 1x01 (2012)
- Grey's Anatomy – serie TV, episodio 9x03 (2012)
- Castle – serie TV, episodio 6x21 (2014)
- Hawaii Five-0 – serie TV, episodio 5x01 (2014)
- Revenge – serie TV, episodio 4x01 (2014)
- Rush Hour – serie TV, episodio 1x12 (2016)
- Lethal Weapon – serie TV, episodio 1x17 (2017)
- Yellowstone – serie TV, episodio 5x14 (2024)

## Videogiochi
- L.A. Noire - Capt. Gordon Leary

## Doppiatori italiani
Nelle versioni in italiano delle opere in cui ha recitato, Ned Vaughn è stato doppiato da:
- Roberto Certomà in The Mentalist, NCIS: Los Angeles
- Francesco Meoni in 24
- Mauro Gravina in Legame mortale
- Michele D'Anca in Criminal Minds
- Vittorio Guerrieri in Cold Case - Delitti irrisolti
- Riccardo Scarafoni in NCIS - Unità anticrimine
- Fabrizio Manfredi in Desperate Housewives
- Marco Vivio in Mad Men
- Guido Di Naccio in Grey's Anatomy
- Stefano Valli in Castle
- Francesco Prando in Migliori nemici
- Andrea Lavagnino in Regina del Sud
- Christian Iansante ne Il coraggio della verità
- Stefano Billi in Yellowstone
- Fabrizio Dolce in 9-1-1: Lone Star